# Liste des œuvres de Franz Nölken
Liste des œuvres de Franz Nölken.
| Image | Titre en français                                             | Titre en allemand                            | Année      | Technique                                         | Dimensions (cm) | Propriétaire           |
| ----- | ------------------------------------------------------------- | -------------------------------------------- | ---------- | ------------------------------------------------- | --------------- | ---------------------- |
|       | À la fontaine                                                 | Am Brunnen                                   | 1904       | huile sur toile                                   | 185 × 240       | Kunsthalle de Hambourg |
|       | Enfants dans le jardin                                        | Kinder im Garten                             | 1905-1906  | huile sur toile                                   | 43,5 x 53       |                        |
|       | Nature morte avec chandelier et ananas                        | Stilleben mit Leuchter und Ananas            | 1905       |                                                   |                 |                        |
|       | Portrait d'Ernst Rump                                         | Porträt Ernst Rump                           | 1905       | huile sur toile                                   |                 |                        |
|       | Salon du tailleur                                             | Schneiderstube                               | 1905       | aquarelle                                         |                 |                        |
|       | Nature morte de fleurs                                        | Blumenstilleben                              | 1906       | huile sur toile                                   |                 |                        |
|       | Paysage de lande                                              | Heidelandschaft                              | 1906       | huile sur carton                                  |                 |                        |
|       | Femmes avec un parasol rouge sur une plage de la mer baltique | Frauen mit rotem Schirm am Ostseestrand      | 1906       | huile sur carton                                  |                 |                        |
|       | Nu assis                                                      | Sitzender Akt                                | vers 1907  | huile sur carton                                  | 66,8 x 56,5     |                        |
|       | Habillage                                                     | Beim Ankleiden                               | vers 1907  | dessin, pastel, encre de chine et charbon de bois |                 |                        |
|       | Deux Jeunes Filles en train de s'habiller                     | Zwei Mädchen beim Ankleiden                  | 1907       | pastel sur toile                                  |                 |                        |
|       | Autoportrait avec lunettes                                    | Selbstporträt mit Brille                     | 1908       | huile sur toile posée sur masonite                |                 |                        |
|       | Paysage estival                                               | Sommerliche Landschaft                       |            | tempera sur papier                                | 47,2 x 61,8     |                        |
|       | Cyclamen                                                      | Cyclamen                                     | 1908       | huile sur toile                                   | 60 x 39,5       |                        |
|       | Paysage avec voie à wagonnets                                 | Landschaft mit Lorenzug                      | 1912-1913  | huile sur toile posée sur carton                  | 56,6 x 45       |                        |
|       | Deux Jeunes Filles à la barrière                              | Zwei Mädchen am Gartenzaun                   | vers 1910  |                                                   |                 |                        |
|       | Groupe d'enfants au parc                                      | Kindergruppe im Park                         | vers 1912  | huile sur toile                                   |                 |                        |
|       | Max Reger au travail                                          | Max Reger bei der Arbeit                     | 1913       | huile sur toile                                   |                 |                        |
|       | Nu couché                                                     | Liegender Akt                                | vers 1913  | aquarelle, plume et encre                         | 21 × 33         |                        |
|       | Vue sur l'atelier de Nölkens, Wallstraße à Hambourg           | Blick aus Nölkens Atelier                    | 1914       | huile sur toile                                   |                 |                        |
|       | Baigneuse debout                                              | Badende, stehend                             | 1914       | aquarelle sur craie et crayon                     | 20,1 x 16       |                        |
|       | Nu féminin assis avec des bas                                 | Sitzender weiblicher Akt mit Strümpfe        | 1914       | huile sur toile                                   |                 |                        |
|       | Nu féminin assis, penché vers l'avant                         | Sitzender Mädchenakt, nach vorne gebeugt     |            | charbon de bois                                   | 43 x 33         |                        |
|       | Autoportrait                                                  | Selbstporträt                                | 1914       |                                                   |                 |                        |
|       | Rue du rempart I                                              | Wallstraße I                                 | 1915       | pointe sèche                                      | 24,6 x 19,8     |                        |
|       | Rue du rempart II                                             | Wallstraße II                                | 1915       | gravure et pointe sèche                           | 25 x 19,7       |                        |
|       | Jeune Fille en train d'écrire                                 | Schreibendes Mädchen                         | 1916       |                                                   | 61 x 46         |                        |
|       | Nu féminin endormi devant un miroir                           | Schlafender weiblicher Akt vor einem Spiegel | 1915       |                                                   |                 |                        |
|       | Autoportrait                                                  | Selbstporträt                                | 1915       | huile sur toile                                   | 61 × 50         | Kunsthalle de Hambourg |
|       | Autoportrait                                                  | Selbstporträt                                | 1916       | aquarelle                                         |                 |                        |
|       | Nu féminin assis                                              | Sitzender weiblicher Akt                     | 1916       | aquarelle sur craie et crayon                     | 34,7 x 26,5     |                        |
|       | Nu debout                                                     | Stehender Akt                                |            | huile sur toile                                   | 61,5 x 38,5     |                        |
|       | Portrait de Dora Bellmann                                     | Portrait der Dora Bellmann                   |            | huile sur toile                                   | 29 x 26         |                        |
|       | Portrait de Nathanael Jünger                                  | Porträt von Nathanael Jünger                 |            | huile sur toile                                   | 60,5 x 50,5     |                        |
|       | Aenni et Wilhelm Rump                                         | Aenni und Wilhelm Rump                       |            | pointe sèche                                      | 12 x 15         |                        |
|       | Portrait d'Oscar Troplowitz (extrait)                         | Porträt Oscar Troplowitz (Ausschnitt)        | 1916       |                                                   |                 |                        |
|       | Rue de village                                                | Dorfstraße                                   | avant 1917 | huile sur toile                                   | 63 × 72         | Kunsthalle de Hambourg |